# Fluter – Magazin der Bundeszentrale für politische Bildung
Die Zeitschrift fluter – Magazin der Bundeszentrale für politische Bildung ist ein kostenfreies Jugendmagazin der Bundeszentrale für politische Bildung. In jeder Ausgabe wird ein aktuelles, gesellschaftspolitisches oder länderspezifisches Thema bearbeitet. Hierzu werden häufig Beispiele aus der Erlebniswelt von Jugendlichen oder jungen Erwachsenen hinzugezogen. Der fluter möchte das Grundverständnis von Demokratie fördern.

## Angebote
Das Magazin erscheint seit Dezember 2001 als Print- und Onlineausgabe. Das Printmagazin hat eine Auflage von 400.000 Exemplaren je Ausgabe und erscheint alle drei Monate. Jedes Heft behandelt einen anderen Themenschwerpunkt. Das Magazin kann kostenlos abonniert werden.
Auf der Website des Magazins  werden täglich Texte, Fotostrecken und Videos zum Zeitgeschehen veröffentlicht. Außerdem können die Magazine als PDF heruntergeladen werden.
In der Rubrik Kultur bzw. Radar erscheinen regelmäßig aktuelle Rezensionen zu Themen aus dem Kulturbereich, so zum Beispiel zu Filmen, Büchern, Videospielen, Musik oder Netzthemen.
Die Bundeszentrale für politische Bildung schreibt, der fluter sei „ein Radar für alles, was man als junger politischer Mensch auf dem Schirm haben sollte.“
Seit Februar 2021 wird durch den fluter der Podcast Große Frage, kleine Pause produziert. In jeder Folge wird eine komplexe Frage zu Themen unserer Zeit  gestellt, um dann eine möglichst prägnante Antwort darauf zu finden.
Alle Angebote des fluters können kostenlos genutzt werden. Während die Texte unter freier Lizenz stehen, dürfen die Bilder nicht weiterverwendet werden.

## Produktion
Von 2002 bis 2008 hatte der Süddeutsche Verlag Medien Service, eine Tochter des Süddeutschen Verlags, die Druckausgabe produziert. Das Berliner Unternehmen „Redaktion und Alltag“ betreute fluter.de.
Das Heft wird seit Herbst 2008 redaktionell und gestalterisch vom Dummy Verlag produziert; im Juli 2014 übernahm der Verlag zusätzlich die redaktionelle Betreuung von fluter.de.